# Algarve Cup
L'Algarve Cup è uno dei più prestigiosi tornei ad inviti riservati alle nazionali di calcio femminili. Si gioca ogni anno dal 1994 nella regione portoghese dell'Algarve.
Attualmente partecipano al torneo 12 squadre, suddivise in tre gruppi da quattro ciascuno (A, B e C). Un ulteriore gruppo è stato aggiunto nel 2002 per consentire a squadre di secondo livello di affrontare ogni anno gare di alto livello. Nel 2020 il torneo è rimaneggiato a sole 8 formazioni per la revisione del formato. Dopo la cancellazione del torneo nel 2021, causa covid, si riprende nel 2022 con sole 5 squadre iscritte.

## Formato
Nella prima fase le squadre in ogni gruppo si affrontano in un girone all'italiana. Dopodiché il torneo prosegue assegnando le posizioni dalla dodicesima alla prima con scontri diretti:
- 11º posto: si affrontano le ultime due classificate del Gruppo C.
- 9º posto: la seconda classificata del Gruppo C gioca contro la peggio classificata tra le ultime dei Gruppi A e B.
- 7º posto: la vincitrice del Gruppo C gioca contro la migliore classificata tra le ultime dei Gruppi A e B.
- 5º posto: si affrontano le terze classificate dei Gruppi A e B.
- 3º posto: si affrontano le seconde classificate dei Gruppi A e B.
- 1º posto: si affrontano le prime classificate dei Gruppi A e B.

questi scontri diretti vengono stabiliti in base ai punti fatti; nel caso che più di due squadre abbiano fatto gli stessi punti si passa a guardare:
Differenza reti,
numero gol fatti,
classifica equo-gioco in tutte le partite di gruppo,
classifica Fifa.

## Storia
Gli Stati Uniti sono la squadra con il maggior numero di successi, avendo vinto dieci edizioni, seguiti da Norvegia e Svezia, a quota cinque. Tutti i titoli delle norvegesi risalgono alle prime edizioni del torneo, tranne l'ultimo, mentre le statunitensi hanno vinto tutti i loro titoli negli anni 2000. La Germania (attuale detentrice del titolo olimpico) ha vinto quattro titoli, mentre la Cina ne ha vinti due. Stati Uniti, Norvegia e Germania sono le uniche squadre ad aver vinto l'Algarve Cup, la FIFA Women's World Cup e l'oro olimpico.

## Edizioni
| Anno |                                        | Finale                                 | Finale                                 | Finale      |                         | Finale terzo e quarto posto | Finale terzo e quarto posto | Finale terzo e quarto posto |
| Anno | Vincitore                              | Risultato                              | 2º posto                               | 3º posto    | Risultato               | 4º posto                    |                             |                             |
| 1994 | Norvegia                               | 1 - 0                                  | Stati Uniti                            | Svezia      | 1 - 0                   | Danimarca                   |                             |                             |
| 1995 | Svezia                                 | 3 - 2 (dts)                            | Danimarca                              | Norvegia    | 3 - 3 (dts) 4 - 2 (dtr) | Stati Uniti                 |                             |                             |
| 1996 | Norvegia                               | 4 - 0                                  | Svezia                                 | Cina        | 2 - 1                   | Danimarca                   |                             |                             |
| 1997 | Norvegia                               | 1 - 0                                  | Cina                                   | Svezia      | 0 - 0 (dts) 6 - 5 (dtr) | Danimarca                   |                             |                             |
| 1998 | Norvegia                               | 4 - 1                                  | Danimarca                              | Stati Uniti | 3 - 1                   | Svezia                      |                             |                             |
| 1999 | Cina                                   | 2 - 1                                  | Stati Uniti                            | Norvegia    | 2 - 2 (dts) 4 - 1 (dtr) | Danimarca                   |                             |                             |
| 2000 | Stati Uniti                            | 1 - 0                                  | Norvegia                               | Cina        | 1 - 0                   | Svezia                      |                             |                             |
| 2001 | Svezia                                 | 3 - 0                                  | Danimarca                              | Cina        | 5 - 1                   | Canada                      |                             |                             |
| 2002 | Cina                                   | 1 - 0                                  | Norvegia                               | Svezia      | 2 - 1                   | Germania                    |                             |                             |
| 2003 | Stati Uniti                            | 2 - 0                                  | Cina                                   | Norvegia    | 1 - 0                   | Francia                     |                             |                             |
| 2004 | Stati Uniti                            | 4 - 1                                  | Norvegia                               | Francia     | 3 - 3 (dts) 4 - 3 (dtr) | Italia                      |                             |                             |
| 2005 | Stati Uniti                            | 1 - 0                                  | Germania                               | Francia     | 3 - 2                   | Svezia                      |                             |                             |
| 2006 | Germania                               | 0 - 0 (dts) 4 - 3 (dtr)                | Stati Uniti                            | Svezia      | 1 - 0                   | Francia                     |                             |                             |
| 2007 | Stati Uniti                            | 2 - 0                                  | Danimarca                              | Svezia      | 3 - 1                   | Francia                     |                             |                             |
| 2008 | Stati Uniti                            | 2 - 1                                  | Danimarca                              | Norvegia    | 2 - 0                   | Germania                    |                             |                             |
| 2009 | Svezia                                 | 1 - 1 (dts) 4 - 3 (dtr)                | Stati Uniti                            | Danimarca   | 1 - 0                   | Germania                    |                             |                             |
| 2010 | Stati Uniti                            | 3 - 2                                  | Germania                               | Svezia      | 2 - 0                   | Cina                        |                             |                             |
| 2011 | Stati Uniti                            | 4 - 2                                  | Islanda                                | Giappone    | 2 - 1                   | Svezia                      |                             |                             |
| 2012 | Germania                               | 4 - 3                                  | Giappone                               | Stati Uniti | 4 - 0                   | Svezia                      |                             |                             |
| 2013 | Stati Uniti                            | 2 - 0                                  | Germania                               | Norvegia    | 2 - 2 (dts) 3 - 2 (dtr) | Svezia                      |                             |                             |
| 2014 | Germania                               | 3 - 0                                  | Giappone                               | Islanda     | 2-1                     | Svezia                      |                             |                             |
| 2015 | Stati Uniti                            | 2 - 0                                  | Francia                                | Germania    | 2 - 1                   | Svezia                      |                             |                             |
| 2016 | Canada                                 | 2 - 1                                  | Brasile                                | Islanda     | 1 - 1 (dts) 6 - 5 (dtr) | Nuova Zelanda               |                             |                             |
| 2017 | Spagna                                 | 1 - 0                                  | Canada                                 | Danimarca   | 1 - 1 (dts) 4 - 1 (dtr) | Australia                   |                             |                             |
| 2018 | Paesi Bassi                            | Vittoria ex aequo                      | Svezia                                 | Portogallo  | 2 - 1                   | Australia                   |                             |                             |
| 2019 | Norvegia                               | 3 - 0                                  | Polonia                                | Canada      | 0 - 0 (dts) 6 - 5 (dtr) | Svezia                      |                             |                             |
| 2020 | Germania                               | Non disputata                          | Italia                                 | Norvegia    | 2 - 1                   | Nuova Zelanda               |                             |                             |
| 2021 | Cancellata per la pandemia di COVID-19 | Cancellata per la pandemia di COVID-19 | Cancellata per la pandemia di COVID-19 |             |                         |                             |                             |                             |
| 2022 | Svezia                                 | 1 - 1 6 - 5 (dtr)                      | Italia                                 | Norvegia    | 2 - 0                   | Portogallo                  |                             |                             |

## Piazzamenti
| Squadra       | Titolo                                                          | 2º posto                         | 3º posto                                     | 4º posto                                                 |
| ------------- | --------------------------------------------------------------- | -------------------------------- | -------------------------------------------- | -------------------------------------------------------- |
| Stati Uniti   | 10 (2000, 2003, 2004, 2005, 2007, 2008, 2010, 2011, 2013, 2015) | 4 (1994, 1999, 2006, 2009)       | 2 (1998, 2012)                               | 1 (1995)                                                 |
| Norvegia      | 5 (1994, 1996, 1997, 1998, 2019)                                | 3 (2000, 2002, 2004)             | 7 (1995, 1999, 1997, 2008, 2013, 2020, 2022) | -                                                        |
| Svezia        | 5 (1995, 2001, 2009, 2018, 2022)                                | 1 (1996)                         | 6 (1994, 1997, 2002, 2006, 2007, 2010)       | 9 (1998, 2000, 2005, 2011, 2012, 2013, 2014, 2015, 2019) |
| Germania      | 4 (2006, 2012, 2014, 2020)                                      | 3 (2005, 2010, 2013)             | 1 (2015)                                     | 3 (2002, 2008, 2009)                                     |
| Cina          | 2 (1999, 2002)                                                  | 2 (1997, 2003)                   | 3 (1996, 2000, 2001)                         | 1 (2010)                                                 |
| Canada        | 1 (2016)                                                        | 1 (2017)                         | 1 (2019)                                     | 1 (2001)                                                 |
| Spagna        | 1 (2017)                                                        | -                                | -                                            | -                                                        |
| Paesi Bassi   | 1 (2018)                                                        | -                                | -                                            | -                                                        |
| Danimarca     | -                                                               | 5 (1995, 1998, 2001, 2007, 2008) | 2 (2009, 2017)                               | 4 (1994, 1996, 1997, 1999)                               |
| Giappone      | -                                                               | 2 (2012, 2014)                   | 1 (2011)                                     | -                                                        |
| Francia       | -                                                               | 1 (2015)                         | 2 (2004, 2005)                               | 3 (2003, 2006, 2007)                                     |
| Islanda       | -                                                               | 1 (2011)                         | 2 (2014, 2016)                               | -                                                        |
| Italia        | -                                                               | 2 (2020, 2022)                   | -                                            | 1 (2004)                                                 |
| Brasile       | -                                                               | 1 (2016)                         | -                                            | -                                                        |
| Polonia       | -                                                               | 1 (2019)                         | -                                            | -                                                        |
| Nuova Zelanda | -                                                               | -                                | -                                            | 2 (2016, 2020)                                           |
| Australia     | -                                                               | -                                | -                                            | 1 (2017)                                                 |